# Diocese Anglicana Sul-Ocidental
A Diocese Anglicana Sul-Ocidental é parte integrante da Igreja Episcopal Anglicana do Brasil (IEAB), a 19ª Província da Comunhão Anglicana. Foi fundada em 22 de março de 1950 e consiste na porção territorial sul-ocidental dos estados de Santa Catarina e Rio Grande do Sul. Sua sé episcopal se encontra na Catedral Anglicana do Mediador, localizada na Av. Rio Branco, 890, cidade de Santa Maria (Rio Grande do Sul). Seu atual Bispo Diocesano é o Revmo. Bispo Francisco de Assis da Silva.

## História
Os anglicanos chegaram à Santa Maria no final do século XIX, tendo sido celebrado o primeiro culto em 11 de fevereiro de 1900, através da atuação pastoral do Reverendo James Morris. Em 1903 com a chegada do Reverendo Carl Henry Clement Sergel, se articula a congregação e se procurou construir o templo da atual catedral, que teve pedra fundamental lançada em 1905. A Catedral Anglicana do Mediador, edifício em estilo gótico-normando, foi inaugurada em 11 de novembro de 1906 na presença do bispo Lucien Kinsolvinge e pregação do Reverendo Américo Vespúcio Cabral. 
Em 1899, a Igreja Episcopal Anglicana do Brasil teve seu primeiro bispo na pessoa do Remo. Lucien Lee Kinsolving. Agora, o tríplice ministério da Igreja (bispos, presbíteros e diáconos) estava completo. Em 1907, a nova missão brasileira se transformou em distrito missionário, vinculado à Convenção Geral da Igreja Episcopal dos Estados Unidos. Em 1925 a Igreja teve o seu segundo bispo: o Revmo. William Matthew Merrick Thomas, um missionário que havia chegado ao Brasil em 1904. Primeiro como bispo sufragâneo e depois como bispo diocesano, Thomas consolidou o trabalho desbravado por Kinsolving. Mas o primeiro bispo brasileiro só veio em 1940, com a sagração do Revmo. Athalício Theodoro Pithan como bispo sufragâneo, quando a Igreja Episcopal completou 50 anos de atividade no Brasil. Com a aposentadoria do Bispo Thomas, foi sagrado nos Estados Unidos o Revmo. Luis Chester Melcher para ser nosso bispo coadjutor. 
A Igreja crescia e as distâncias entre as comunidades aumentavam, dificultando o atendimento das paróquias e missões espalhadas por todo o país. Era preciso reorganizar o distrito missionário. Deu-se início ao processo que resultou na divisão do distrito em três dioceses. A nova divisão era formada por três regiões eclesiásticas: Diocese Meridional, com sé em Porto Alegre; Diocese Sul-Ocidental, com sé em Santa Maria; e Diocese Central (hoje denominada Diocese Anglicana do Rio de Janeiro), com sé na ex-capital federal. Em um primeiro momento, o bispo Melcher assumiu a Diocese Central e o bispo Pithan, a Diocese Meridional. Para a Sul-Ocidental, foi sagrado o Revmo. Egmont Machado Krischke. Já com três dioceses, deu-se o primeiro Sínodo, reunido em Porto Alegre, em 1952. A aposentadoria do Bispo Pithan e a resignação do Bispo Melcher levaram à sagração de mais dois bispos: o Revmo. Plínio Lauer Simões, em 1956 e o Revmo. Edmund Knox Sherrill, em 1959. Ao primeiro, coube a Diocese Sul-Ocidental (já que o bispo Krischke havia sido transladado para a Diocese Meridional com a aposentadoria do bispo Pithan) e ao segundo, a Diocese Central.

## Bispos diocesanos

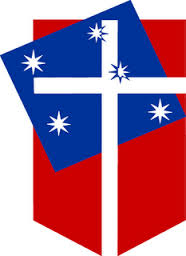
Brasão da Igreja Episcopal Anglicana do Brasil

Os Bispos diocesanos desde a criação da diocese são:
- Egmont Machado Krischke - 1950 a 1958.
- Plínio Lauer Simões - 1956 a 1975.
- Olavo Ventura Luiz - 1977 a 1984.
- Jubal Pereira Neves - 1993 a 2011.
- Francisco de Assis da Silva - desde 2011.